# فايله
فايله (بالإنجليزية: Vejle)‏ هي ضواحي المدينة تقع في الدنمارك في بلدية فايله. يقدر عدد سكانها بـ 53,230 نسمة ومساحتها 144 كم2 وترتفع عن سطح البحر 8 متر.

## المدن التوأمة
مدن كازيغيانغوت، جيلغافا، دوقية شلسفيغ، مولده، بوروس، ميكيلي، جابلانيكا( البوسنة والهرسك) وموستار هي مدن توأمة لـوايله.

## أعلام
- ألان سيمونسن
- لين هاو
- توماس غرافيسن
- طوني رومينغر
- لارس لوكه راسموسن
- ألبرت بيرتيلسن